# Ladislav Vláčil
Ladislav Vláčil (1916 Rokytnice nad Rokytnou – po roce 1986 Zlínsko) byl český zemědělec, obuvník a voják.

## Biografie
Ladislav Vláčil se narodil v roce 1916 v Rokytnici nad Rokytnou, jeho otcem byl zemědělský a lesnický dělník. Od dětství působil jako čeledín v zemědělství, následně ve Zlíně pracoval jako obuvnický dělník. Po začátku španělské občanské války byl organizátorem sbírky pro občany Španělska. Poté v prosinci roku 1937 odešel bojovat do španělské občanské války. Odjel do Albacete, kde se chystal Masarykův prapor. Vláčil měl zkušenosti jako dělostřelec, a tak byl přidělen v lednu 1938 ke Gottwaldově dělostřelecké baterii, která v tu dobu působila u Valencie. Později bojoval na frontě u Teruelu, Aragonu a u Sagunta. Bránil také přístav ve Valencii. Po skončení interbrigád zůstal ve Figueres nedaleko francouzských hranic. Vrátil se pak ještě do Barcelony, kde bránil město a pomáhal evakuaci vojsk a obyvatel.
Po skončení bojů zůstal ve Francii, kde byl internován v táborech v Saint Cyprien a dalších. Následně působil v dělostřelectvu československé armády v La Nouvelle. Roku 1941 se vrátil do Československa a již v lednu roku 1942 byl zatčen gestapem. Byl čtyři měsíce vězněn v Kounicových kolejích. Od roku 1943 se zapojil do odbojového hnutí na Zlínsku a v Kostelci založil odbojovou organizaci.
Po skončení druhé světové války pracoval až do roku 1976 na Zlínsku. V roce 1986 vystoupil s programem o španělské občanské válce v rodné Rokytnici nad Rokytnou.